# Petteri Orpo
Antti Petteri Orpo (* 3. listopadu 1969 Köyliö) je finský politik, od roku 2023 předseda vlády Finska. V letech 2014–2019 působil ve třech ministerských funkcích ve vládách Alexandra Stubba a Juhy Sipiläho. Od roku 2007 zasedá jako poslanec ve Finském parlamentu za obvod Varsinais-Suomi. V roce 2016 se stal předsedou Národní koalice.

## Život a politická kariéra
Narodil se v tehdejší obci Köyliö (v roce 2016 byla včleněna do obce Säkylä) v jihozápadní finské provincii Satakunta. Maturoval na místní střední škole v Säkylä, pak absolvoval magisterské studium politologie na Univerzitě v Turku.
V období let 1998–2001 působil ve strukturách Národní koalice jako oblastní předseda pro oblast jihozápadního Finska, pak byl zvláštním poradcem na ministerstvu vnitra (2002–2003), zástupcem tajemníka své politické strany (2003–2005) a obchodním ředitelem v centru pro vzdělávání dospělých města Turku (2005–2007). V březnu 2007 se stal poslancem finského parlamentu, v jehož rámci pak dlouhá léta působil v mnoha výborech a dalších orgánech.
Po těsné výhře Národní koalice v parlamentních volbách v roce 2011 a odstoupení původního kabinetu Jyrkiho Katainena se stal v červnu 2014 ministrem zemědělství a lesnictví v nové vládě Alexandera Stubba. Po volbách v roce 2015 se stal v květnu téhož roku ministrem vnitra v nové koaliční vládě pod vedením Juhy Sipiläho ze strany Finský střed; v této funkci čelil kromě jiného migrační krizi, která tehdy zasáhla Evropskou unii. V červnu 2016 Orpo úspěšně kandidoval na předsedu své domovské strany proti Alexanderu Stubbovi a ve stejném měsíci pak Stubba nahradil také ve funkci ministra financí. V červnu 2017 se stal rovněž místopředsedou Sipiläho kabinetu. Ministrem i vicepremiérem pak zůstal až do konce volebního období v květnu 2019.
V parlamentních volbách v roce 2019 skončila Národní koalice pod jeho vedením až na třetím místě, takže během vlád Anttiho Rinneho a Sanny Marinové nepůsobil Orpo v žádné politické funkci.
Ve volbách v roce 2023 jeho strana skončila vítězně (dosáhla dokonce historicky třetí nejvyšší počet křesel v parlamentu). Orpo byl v dubnu zvolen dočasným předsedou parlamentu (do dokončení povolebních vyjednávání), kterým zůstal až do vyjmenování koaliční vlády pod jeho vedením dne 20. června 2023; kabinet kromě Národní koalice tvoří Praví Finové, Švédská lidová strana a Finští křesťanští demokraté.